# Joaquim Felício
Joaquim Felício é um município brasileiro do Estado de Minas Gerais.
A cidade tem uma população de 3 854 habitantes, conforme o censo realizado em 2022. Situa-se na Latitude 17º45'27 S e Longitude 44º10'20 W. O município possui área de 790, 935 mil m² e localiza-se a uma altitude média de 657 metros.
Faz divisas ao norte com os municípios de Bocaiúva e Engenheiro Navarro, a oeste com Francisco Dumont e Lassance, ao sul e a leste com Buenópolis. Dista 300 km de Belo Horizonte, e o acesso é através das rodovias BR 135 e BR 040. Possui também um acesso ferroviário pela Linha do Centro da antiga Estrada de Ferro Central do Brasil, embora restritamente ao transporte de cargas.

## História
Os fazendeiros João José da Rocha, Antônio Monteiro e Ranulfo Cândido de Aguiar, proprietários da Fazenda Tabua, foram os primeiros habitantes da localidade, fazenda esta, situada à margem esquerda do Riacho Embaiassaia, tendo ao fundo a Serra do Cabral.
A localidade começou a ficar em evidência, quando da inauguração da estação ferroviária da Estrada de Ferro Central do Brasil em 1921. Batizada inicialmente com o nome de Estação de Tábua. Próxima à "garganta do Cruzeiro", passou posteriormente a se chamar, Embaiassaia, devido ao córrego próximo. Em 1928, já tinha o nome atual, Joaquim Felício. Atualmente, o município vem crescendo culturalmente e seu turismo vem se abrangendo.
Emancipada do município de Buenópolis pela Lei nº 2764 de 1962, a cidade surgiu ao pé da Serra do Cabral, tendo como principal atividade o extrativismo de seus recursos naturais (cristal de rocha).
O topônimo Joaquim Felício originou-se de homenagem a Joaquim Felício dos Santos, cidadão natural da cidade do Serro, político, escritor, professor e jurista.

## Geografia
O Município situado no centro-norte de Minas Gerais, é famosa por suas belas cachoeiras. A cachoeira do Boqueirão fica junto à cidade e é muito visitada. Outras, um pouco afastadas, como a Cachoeira do Barro e a Cachoeira de João Corrêa, são pouco conhecidas. Existem basicamente duas estações definidas: O verão, chuvoso entre os meses de novembro e março e a seca que pode durar até sete meses. Em Joaquim Felício fica parte do Parque Estadual da Serra do Cabral, criado em 2005. A Cidade possui acesso rodoviário pela BR 135 e ferroviário pela Linha do Centro da antiga EFCB, posteriormente Rede Ferroviária Federal, linha privatizada onde hoje somente é utilizada para transporte de cargas. Fica a 140 km ao sul de Montes Claros e a 120 km ao norte de Curvelo.
É dividida ao meio pelo ribeirão de nome Embaiassaia. É uma cidade bucólica, sendo grande parte da população constituida por aposentados.
A bandeira do município, entre uma planta de açúcar e uma de milho, o escudo tem acima dois morros da Serra do Cabral de onde desce em azul uma cachoeira, à esquerda há uma planta de tabaco, a sua direita uma de Sempre-Viva, abaixo a linha do trem, e acima um chifre de boi (representando o comércio de gado) e uma drusa de cristais.